# Lacs de Bellefontaine et des Mortes
 (février 2016).
Si vous disposez d'ouvrages ou d'articles de référence ou si vous connaissez des sites web de qualité traitant du thème abordé ici, merci de compléter l'article en donnant les références utiles à sa vérifiabilité et en les liant à la section « Notes et références ».
Les lacs de Bellefontaine et des Mortes sont deux lacs communicants du massif du Jura partagés entre les départements du Doubs et du Jura en France. Celui des Mortes est majoritairement sur la commune de Chapelle-des-Bois (Doubs) et communique avec celui de Bellefontaine situé sur la commune éponyme (Jura).

## Origine
L’anticlinal qui s'est formé entre le bois du Bévet et Chapelle-des-Bois a été entaillé par la combe de Bellefontaine durant l'ère cénozoïque (tertiaire et quaternaire). Le retrait des glaciers a laissé de vastes dépôts favorables à l’apparition de plans d'eau. 
C'est une moraine qui, en obstruant la combe, a permis la formation des deux lacs, une moraine secondaire étant à l'origine de leur séparation. Les deux lacs sont toutefois communicants.

## Présentation

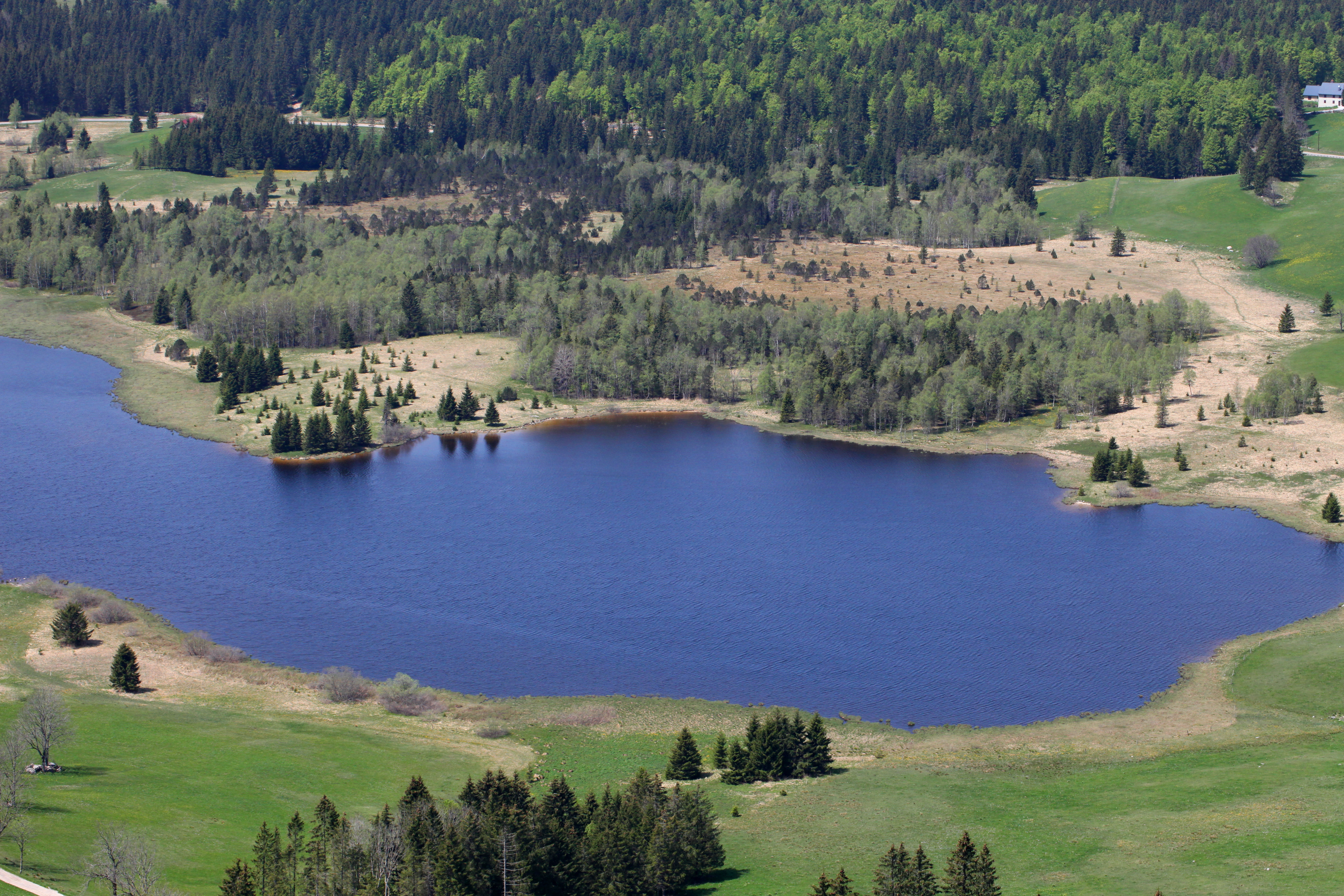
Lac de Bellefontaine.

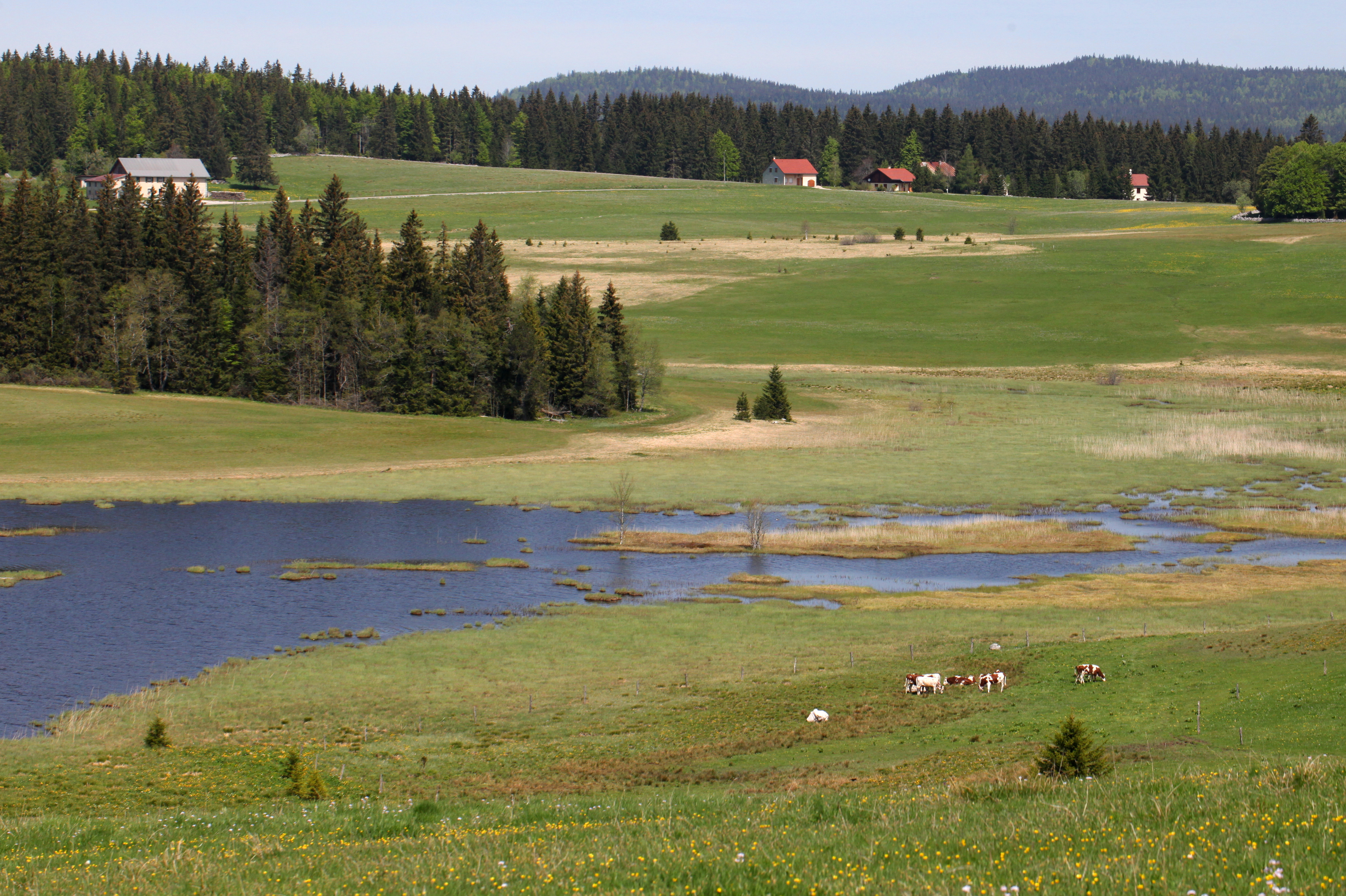
Zone humide au lac des Mortes.

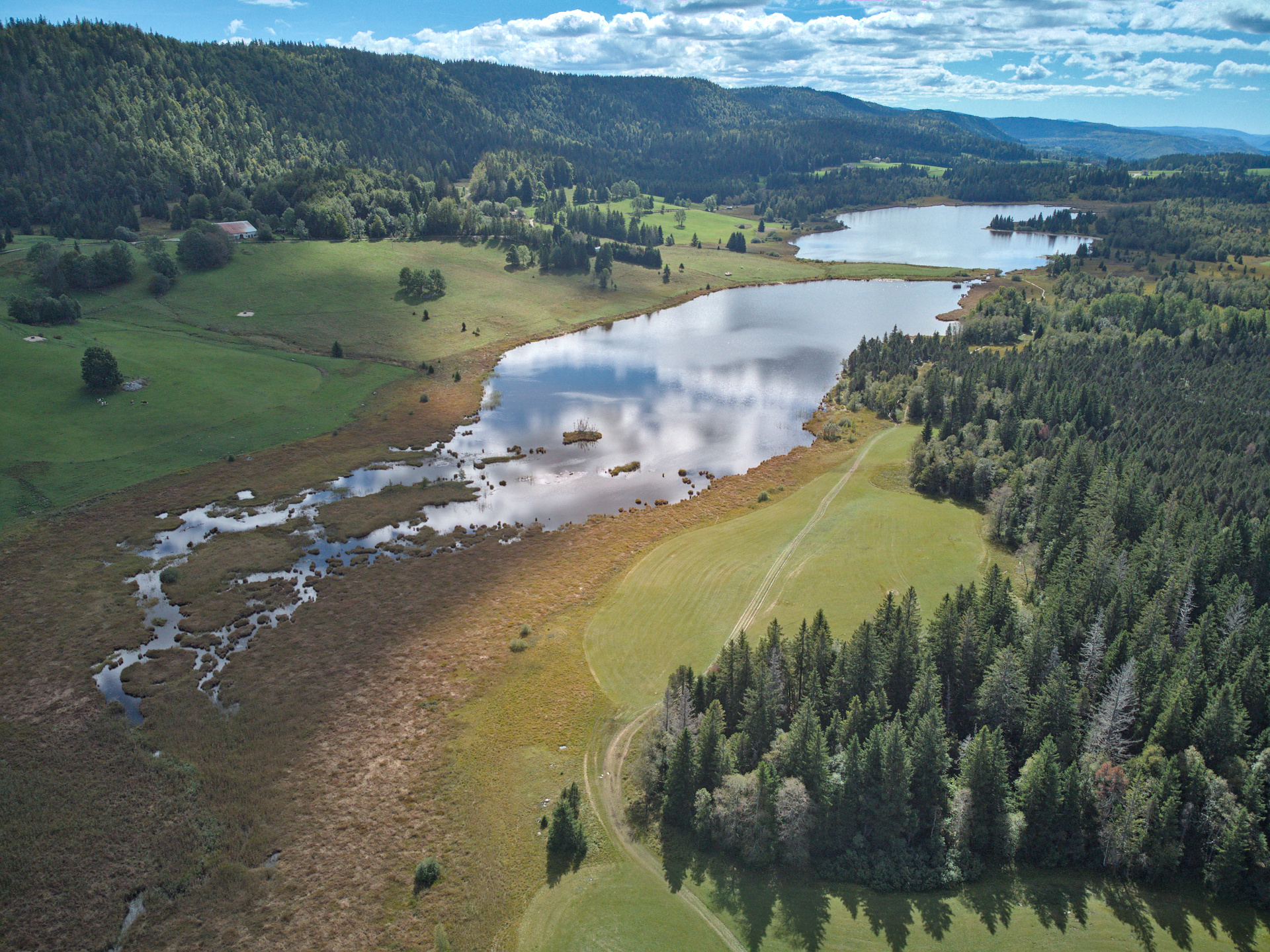
Lac des Mortes au premier plan, Bellefontaine au second

Situés au pied des falaises du mont Risoux entre les villages de Chapelle-des-Bois et Bellefontaine, les lacs de Bellefontaine (12 hectares) et des Mortes (11 hectares) sont peu profonds (6 et 7,5 m), ce qui les place à la limite lac / marais. Ils ont une capacité respective de 270 000 et 290 000 m3 et leur bassin versant est de 4,3 km2. Ils sont alimentés par quatre sources et les eaux de ruissellement. 
Le ruisseau des Mortes sort du lac éponyme pour disparaître peu après dans une perte après avoir alimenté une micro centrale électrique installée dans une ancienne ferme. Deux résurgences ont été identifiés : la source de l'Arse à Morez (en 1928) et la Doye Gabet à Morbier qui, en 1980, était devenu le seul exutoire connu.
À la fonte des neiges, Bellefontaine se déverse dans les Mortes ; c'est l'inverse par temps sec, car l'eau du premier lac est pompée et sa consommation s'accroît avec la fréquentation touristique. La station de traitement installée aux Mandillons (Bellefontaine), alimente un réseau de distribution pour 2 500 abonnés sur 11 communes. Comme partout dans le Jura, la tourbe a été exploitée, et ce jusqu'en 1945.

## Écosystème
Les lacs et tourbières de Bellefontaine et des Mortes ainsi que la tourbière au sud de Chapelle-des-Bois constituent un ensemble de grand intérêt écologique. 
La flore y est exceptionnelle, notamment grâce à certaines plantes rarissimes comme le nénuphar nain, et le potamot allongé. En bordure de lac, la partie tourbeuse et la ceinture de radeaux flottants hébergent la laîche des bourbiers, le droséra à feuilles rondes, et la grassette commune. Les sphaignes prolifèrent dans ce milieu marécageux. On rencontre également la renoncule à feuilles d'aconit, espèce typiquement jurassienne, très protégée. 
La petite tourbière de la Chaumoz présente un boisement de pins à crochets et abrite quelques espèces remarquables comme le lycopode des tourbières. Les autres secteurs boisés sont composés de bouleaux pubescents et d'épicéas. Les sous-bois sont propices à la pousse des myrtilliers. Molinies et trolles parsèment les prairies.
Côté faune, la chenille du solitaire, papillon très rare car menacé par la destruction de ses biotopes peut encore être observé ainsi que la camarine noire. Un autre papillon le cuivré de la bistorte fréquente les lieux humides. La présence de grenouilles rousses ajoute à l'intérêt biologique du site.
"Tourbières et lacs de Bellefontaine / les Mortes" constituent une ZNIEFF de type 1 couvrant 239 hectares. Dix sept espèces végétales y sont protégées. Depuis avril 2014 "les tourbières et lacs de Bellefontaine et des Mortes" sont déclarées zone Natura 2000. Le lac fait partie du site Ramsar "Tourbières et lacs de la montagne Jurassienne" depuis février 2021.
Une conséquence inattendue de la fragilité des sols due à la présence toute proche des milieux humides est la production de comté selon un label biologique à Chapelle-des-Bois. La fruitière locale y produit en effet l'un des rares comté "bio" du Haut-Doubs. Une exploitation plus intensive ne serait pas possible dans le cadre de ces milieux très humides et de ce fait relativement préservés.